# Cal Monets
La Casa Vives o Cal Monets és un edifici modernista d'Igualada (Anoia) protegit com a bé cultural d'interès local.
En l'estructura general de la façana hi ha unes clares diferències entre la primera i la resta de les plantes (segona i tercera) en el que fa referència als balcons i finestres. Si bé en les dues plantes superiors són allargats i amb balcó volat, en la primera i degut a la manca d'alçada i a l'estret del carrer, fa que l'arquitecte busqui unes solucions diferents. L'alçada és resolta amb una finestra-balcó i l'estret del carrer, que representa una insuficiència de llum amb un eixamplament de les finestres incorporat a la part central dues parts més estretes a una i altra banda, separades del cos central per una petita columna. Per les decoracions en la façana (capitells, llindes) i per la decoració amb temes animalístics de l'interior de les escales, de l'edifici és digne d'interès i consideració. El propietari promotor de l'obra fou l'adober Ramon Vives Maixenchs.